# Luton Hoo
Pour les articles homonymes, voir Luton.

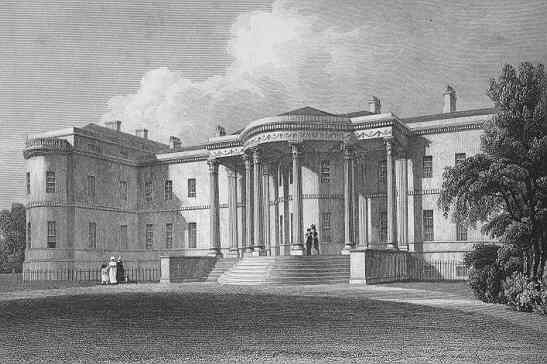
Le manoir en 1829

Luton Hoo, située dans le Bedfordshire, est l'une des grandes demeures renommées de Grande-Bretagne. Ce somptueux manoir est maintenant devenu un hôtel privé et ne reçoit donc plus d'autres visiteurs que ses clients. Cette bâtisse se trouve dans la ville de Luton située à 35 kilomètres au nord de Londres.

## Historique
La maison a été reconstruite, à partir de 1767, par l'architecte Robert Adam pour John Stuart, 3e comte de Bute, premier ministre en 1762-1763.  
Vers 1830, John Crichton-Stuart, 2e marquis de Bute, petit-fils du 3e comte, fait transformer la maison par l'architecte Robert Smirke qui, notamment, ajoute le portique d'entrée en colonnade. 
Il reste peu de choses du travail d'Adam et de celui de Smirke, car la maison a été détruite par un incendie en 1843. En 1848, le domaine est vendu à John Shaw Leigh, maire de Liverpool, avocat, qui fait restaurer la maison dans le goût de Smirke. 
Transmise par successions dans la famille Leigh, la propriété est finalement vendue en 1903 au magnat du diamant Julius Wernher, qui la fait complètement remanier.  
Une toiture mansardée est ajoutée par Charles Mewès et Arthur Davis, architectes du Ritz. 
Les espaces de réception, au rez-de-chaussée, sont décorés selon le modèle du XVIIIe siècle français alors en vogue, par le décorateur français Georges Hoentschel, que Julius Wernher fait aussi travailler dans sa résidence londonienne et qui travaille également en France pour son associé Jules Porgès, au château de Rochefort-en-Yvelines.   
Julius Wernher remplit sa demeure d'une importante collection de bijoux, de peintures, de porcelaine, et d'objets précieux : ivoires, bijoux médiévaux espagnols, tapisseries rares, toiles de Rubens, du Titien, de Hals, Hobbema et Filippino Lippi. 
Dans la salle à manger, on remarque notamment trois tapisseries de Beauvais provenant de la série de l'Histoire du roi de Chine. 
Il y a aussi une collection de costumes de cour russes et d'œufs de Fabergé, des souvenirs de la famille impériale russe, alliée aux propriétaires.
Pendant la seconde guerre mondiale, la maison sert de quartier général au commandement de l'Est.
Au milieu du XXe siècle, le château est ouvert à la visite du public, La reine et le duc d'Édimbourg y firent de fréquents séjours. Il a servi de cadre au tournage de nombreux films de cinéma.
En 1999, il est vendu au groupe Elite hotels pour devenir, depuis 2007, un hôtel privé. Le domaine reste la propriété des héritiers de la famille Wernher.

### Description
La maison est une longue demeure aux façades de style classique, comportant chacune un avant corps central en colonnade et, à chaque extrémité, une aile en retour, façades précédées d'un parc à l'anglaise.
Devant l'une des façades latérales, à l'ouest, a été aménagée une terrasse, dominant un jardin de style italien.
Les espaces étendus du parc (1053 acres) fournissent un écrin parfait à la demeure. Les motifs en ont été dessinés par Capability Brown au XVIIIe siècle, et sont complétés d'additions modernes : un jardin de rocaille et des jardins plus formels.

## Localisation

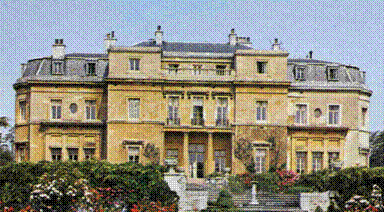
Luton Hoo, façade latérale (ouest) dans les années 1970

Le manoir se trouve à un mille au sud de Luton, dans les jardins de Luton Hoo Park.